# Kibiwott Kandie
Kibiwott Kandie (20 giugno 1996) è un maratoneta e mezzofondista keniota.

## Palmarès
| Anno | Manifestazione             | Sede       | Evento         | Risultato | Prestazione | Note                          |
| ---- | -------------------------- | ---------- | -------------- | --------- | ----------- | ----------------------------- |
| 2020 | Mondiali di mezza maratona | Gdynia     | Individuale    | Argento   | 58'54"      |                               |
| 2020 | Mondiali di mezza maratona | Gdynia     | A squadre      | Oro       | 2h58'10"    |                               |
| 2022 | Giochi del Commonwealth    | Birmingham | 10000 m piani  | Bronzo    | 27'20"34    | Miglior prestazione personale |
| 2023 | Mondiali di cross          | Bathurst   | Corsa seniores | 5º        | 29'57"      |                               |
| 2023 | Mondiali di cross          | Bathurst   | A squadre      | Oro       | 22 p.       |                               |

## Campionati nazionali
2022
- 16º ai campionati kenioti, 10000 m piani - 29'17"29

2023
- Oro ai campionati kenioti, 10000 m piani - 27'52"69

2025
- 6º ai campionati kenioti di corsa campestre - 31'05"

## Altre competizioni internazionali
2019
- Bronzo alla Mezza maratona di Delhi ( Nuova Delhi) - 59'33"
- Oro alla Corrida Internacional de São Silvestre ( San Paolo), 15 km - 42'59"

2020
- Oro alla Mezza maratona di Valencia ( Valencia) - 57'32"
- Oro alla Mezza maratona di Praga ( Praga) - 58'38"
- Oro alla Mezza maratona di Ras al-Khaima ( Ras al-Khaima) - 58'58"

2021
- 9º alla Maratona di New York ( New York) - 2h13'43"
- Oro alla Mezza maratona di Istanbul ( Istanbul) - 59'35"

2022
- Argento al Memorial Van Damme ( Bruxelles), 1 ora - 20970 m
- Bronzo alla World 10K Bangalore ( Bangalore) - 27'57"
- Oro alla Mezza maratona di Valencia ( Valencia) - 58'10"

2023
- 6º alla Maratona di Valencia ( Valencia) - 2h04'48"
- Oro alla Mezza maratona di Valencia ( Valencia) - 57'40"

2024
- 6º al Prefontaine Classic ( Eugene), 10000 m piani - 26'58"97
- 13º alla Maratona di Berlino ( Berlino) - 2h06'46"
- Oro alla Mezza maratona di Barcellona ( Barcellona) - 59'22"